# Gorro chilote

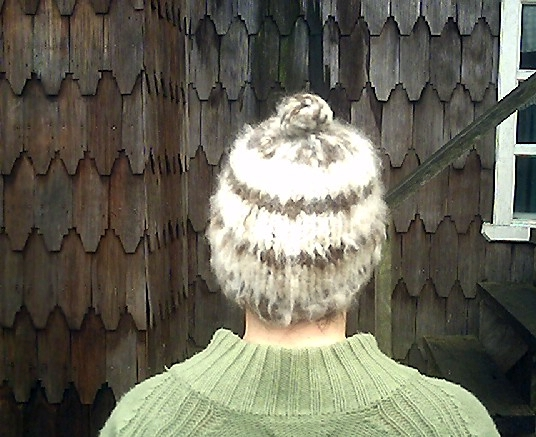
Diseño común de un gorro chilote (2007).

Un gorro chilote es una prenda de vestir fabricada con lana que cubre la cabeza. Suelen ser blancos con líneas horizontales de lana negra o teñida y en su extremo llevan cosida una bola de hebras cortadas y anudadas o bellota. Forma parte de la vestimenta tradicional del Archipiélago de Chiloé, en la zona sur de Chile.
En Chiloé la tradición textil la conservan las mujeres. Para su confección utilizan lana de oveja, que lavan con jabón, cardan e hilan en huso o en rueca. En algunas ocasiones tiñen utilizando hojas, cortezas y raíces, y una vez que la lana está seca arman los ovillos con los que tejen piezas utilitarias a palillo con hilo de una hebra, otorgándole al tejido una forma más orgánica y curva que la conseguida en el telar.
Inspiró la popular canción «El gorro de lana», vals chilote compuesto por Jorge Yáñez en 1977. En Dalcahue es realizada la Expo del Gorro Chilote desde 2021, donde se exhiben 500 ejemplares de diferentes formas y colores, iniciada con el objetivo de reactivar el turismo y los emprendimientos en la zona para ayudar a la economía local, afectada por la pandemia de COVID-19.
Más allá de su función práctica, el gorro de lana chilote tiene un profundo valor simbólico. Se transmite como parte del patrimonio oral y material de las comunidades, especialmente entre mujeres mayores que tejen estas prendas como expresión de afecto y herencia cultural. En palabras de la investigadora Margarita Alvarado: “el tejido es una forma de narrar y de recordar, es parte del tejido social que articula la identidad chilota” (Alvarado, 2015, p. 22).
Asimismo, este tipo de gorro ha sido resignificado como símbolo del folclore chileno, destacando en fiestas costumbristas, ferias artesanales y representaciones turísticas de Chiloé. Su presencia en estos espacios no solo reafirma la identidad cultural chilota, sino que también contribuye a su difusión como emblema de la artesanía nacional.
En la actualidad, el gorro de lana chilote forma parte del repertorio habitual de productos artesanales ofrecidos en ferias locales, mercados turísticos y plataformas culturales. Organizaciones comunitarias han impulsado su revalorización como parte del patrimonio cultural inmaterial chileno, tanto por su importancia identitaria como por su potencial económico para las comunidades.
No obstante, algunos especialistas advierten sobre la amenaza de banalización asociada a la producción masiva de imitaciones industriales, que muchas veces carecen de técnicas tradicionales o significado cultural. Frente a este escenario, proyectos como el de la Agrupación de Tejedoras de Ancud buscan preservar las técnicas originales y fortalecer la transmisión intergeneracional del oficio. Según Carolina Odone: “la indumentaria chilota es el resultado de un sincretismo cultural entre el legado indígena y el europeo, manifestado en textiles de uso cotidiano como los gorros de lana” (Odone, 2013, p. 56).